# شيييل
شيييل (بالإنجليزية: sheeel) هو موقع كويتي للخصومات المؤقتة ودائمًا يعرض خصومات وعروض وتعرف هذه العروض باسم فلاش ديلز أو عروض فلاش حيث تكون موجودة لفترة مابين 24 إلى 48 ساعة، يغطي عدة فئات مثل الإلكترونيات والسلع المنزلية والألعاب. أصل اسم الموقع يأتي من اللغة العربية، حيث كلمة «شيل» ومعناها كلمة الاخذ وعدم التردد وهذا لكثرة العروض المغرية في الموقع.

## البداية
قام موقع شيييل ببيع أول صفقة له في 19 يناير 2011.

## الجوائز
حصل موقع شيييل على الجائزة الأولى في جوائز الكويت الإلكترونية ضمن فئة التجارة الإلكترونية، بعد ثلاثة أشهر فقط من إطلاقه. جوائز الكويت الإلكترونية ترعاها مؤسسة الكويت للتقدم العلمي، ويتم ترتيبها بالتعاون مع جائزة القمة العالمية.

## أعمال
يُقدم الموقع العديد من الخصومات في اليوم. تغطي فئات مختلفة بما في ذلك الإلكترونيات، الألعاب، الأزياء، العطور، المعدات الطبية المنزلية والأجهزة. من وقت لآخر، يقدم الموقع عشوائيًا صفقات إضافية عندما يتم بيع منتجات يوميه مبكرًا. تركز جهود التسويق على موقع الويب باستخدام وسائل التواصل الاجتماعي مثل تويتر وفيسبوك. من حيث إمكانية الوصول، يمكن مشاهدة شيييل كموقع عادي باستخدام متصفح سطح المكتب وكموقع ويب باستخدام الهواتف الذكية.

## الدول الداعمه لشيييل

الدول التي تدعم شيييل

يخدم موقع شيييل جميع دول مجلس التعاون الخليجي الست وهي الكويت، المملكة العربية السعودية، الإمارات العربية المتحدة، البحرين، قطر وعمان.